# Bright Like Neon Love
Bright Like Neon Love är Cut Copys debutalbum från 2004.

## Låtlista
1. Time Stands Still – 4:34
2. Future – 5:12
3. Saturdays – 3:37
4. Saturdays (Reprise) – 1:38
5. Going Nowhere – 3:40
6. DD-5 – 0:26
7. That Was Just a Dream  – 2:33
8. Zap Zap – 2:41
9. The Twilight – 5:24
10. Autobahn Music Box – 4:30
11. Bright Neon Payphone – 3:52
12. A Dream – 3:45